# Szjenicsák vára
Szjenicsák vára (horvátul: Utvrda Steničjak), várrom Horvátországban, a Károlyvároshoz tartozó Donji Sjeničak határában. 

## Fekvése
A Károlyvároshoz tartozó Donji Sjeničaktól délnyugatra, Roknić településrésztől északra, a Roknić-Gradina nevű magaslaton találhatók maradványai.

## Története
Szjenicsák középkori várát 1299-ben említik először a Babonić család tulajdonaként. Uradalmának területe nagyobb volt, mint bármely más horvátországi váruradalom. Magában foglalta a Kulpa folyó mindkét oldalán Károlyváros, a Kupčina, a Petrova gora, a Glina, a Korana és a Mrežnica folyók között fekvő területet. A vár lábánál jelentős település alakult ki a Szűz Mária templommal és a ferences kolostorral. Frangepán II. István vegliai gróf 1380-ban vált az uradalom birtokosává. István grófnak nem volt fiúgyermeke, de az uradalmat királyi engedéllyel egyetlen lánya Erzsébet örökölhette, aki 1388-ban Cillei II. Frigyes grófhoz ment feleségül. Így a birtok a Cillei család kezébe került, akiket 1415-ben Zsigmond király is megerősített birtokában. Az utolsó Cilleit Ulrik grófot, Frangepán Erzsébet fiát 1456-ban Nándorfehérváron a Hunyadiak meggyilkolták. Ekkor a birtok Frangepán IV. Márton gróf révén visszakerült a Frangepánok tulajdonába. A vár a gróf kedvenc tartózkodási helye volt. Márton gróf halálával a szjenicsáki uradalom is a Mátyás királyra szállt, majd fia Corvin János birtoka lett. Ezután ismét visszakerült a Frangepánok birtokába, akik 1557-ig megszakításokkal és heves harcokkal, de megtartották. A vár ezután a Nádasdyak birtoka lett. A horvát szábor többször is ülésezett itt. Különösen fontos volt az 1558-as szábor, mely az utolsó horvát parlamenti ülés volt, melyet a Kulpán túli területen tartottak. Ekkor úgy döntöttek, hogy Szjenicsák vára lesz a török elleni védelem fő erőssége. Akkori tulajdonos, Nádasdy azonban nem értett egyet ezzel a határozattal és 1579-ben megépítették a károlyvárosi erődöt. Szjenicsákot a török hódítások során még a 16. században elpusztították, a romos várat pedig a 17. században elhagyták. Az uradalom az Auerspergi családé, majd házasság révén a Draskovichoké lett, akik a legnagyobb részét átadták a katonai határőrvidék igazgatásába.

## A vár mai állapota
A vár csekély maradványai alig észrevehetők a hegytetőn a sűrű növényzettől, mely a megmaradt falakat is benőtte.